# Музейная пещера
Музе́йная пеще́ра — карстовая пещера на западе Республики Алтай. Другое название — Ново-Каракольская (Новокаракольская). Открыта новосибирскими спелеологами в 1964 году.
В пещере встречаются сталактиты и сталагмиты самых разнообразных форм: в виде пустотелых трубочек, в виде кустистых кораллов, попадается пещерный жемчуг. Их красота и разнообразие подобны экспонатам музея, что и объясняет название пещеры.
В 100 метрах от входа в Музейную находится вход в пещеру Каракольскую (Старокаракольскую); в 50 метрах — вход в пещеру Верхнекаракольскую.

## Описание
Музейная пещера расположена на Каракольском карстовом участке Бащелакского хребта на территории Усть-Канского района на правом склоне долины среднего течения реки Каракол (левый приток Ануя). Вход в пещеру находится в полутора километрах от берега реки Каракол и на высоте около 200 метров от уреза этой реки.
Музейная пещера заложена в серых известняках нижнего силура. Она состоит из шести больших залов («Вестибюльный», «Глиняный», «Скелетный», «Конференц-зал», «Саркофагов», «Музейный»), соединённых узкими трещинами. Суммарная протяжённость пещеры 890 метров, максимальная глубина — 42 метра.

## Интересные факты
До 1976 года Музейная пещера считалась крупнейшей пещерой Алтая.